# Myrcia sanisidrensis
Myrcia sanisidrensis är en myrtenväxtart som beskrevs av Julian Alfred Steyermark. Myrcia sanisidrensis ingår i släktet Myrcia och familjen myrtenväxter.
Artens utbredningsområde är Venezuela. Inga underarter finns listade i Catalogue of Life.